# Nizina Sępopolska

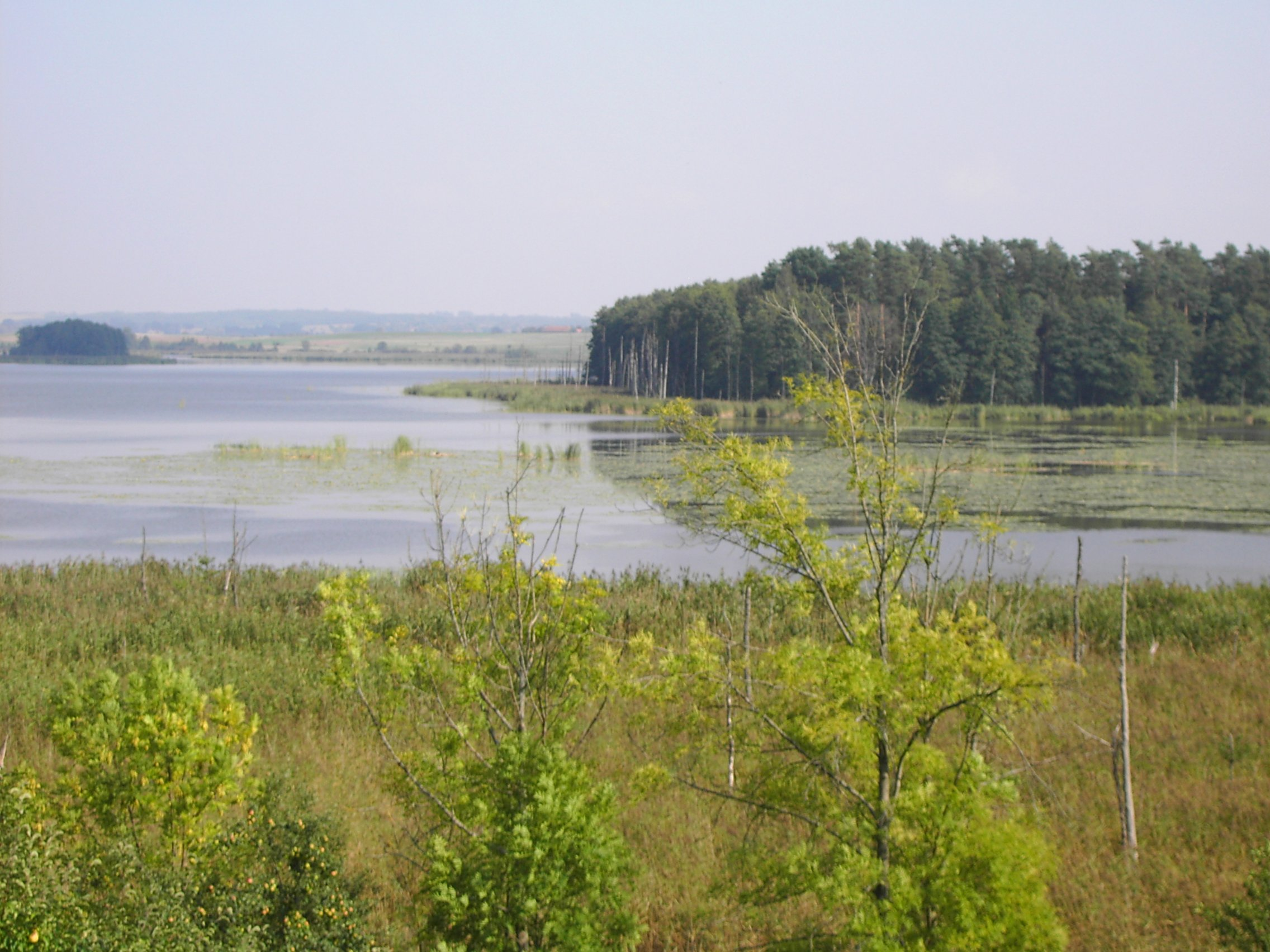
See Oświn (Nordenburger See)

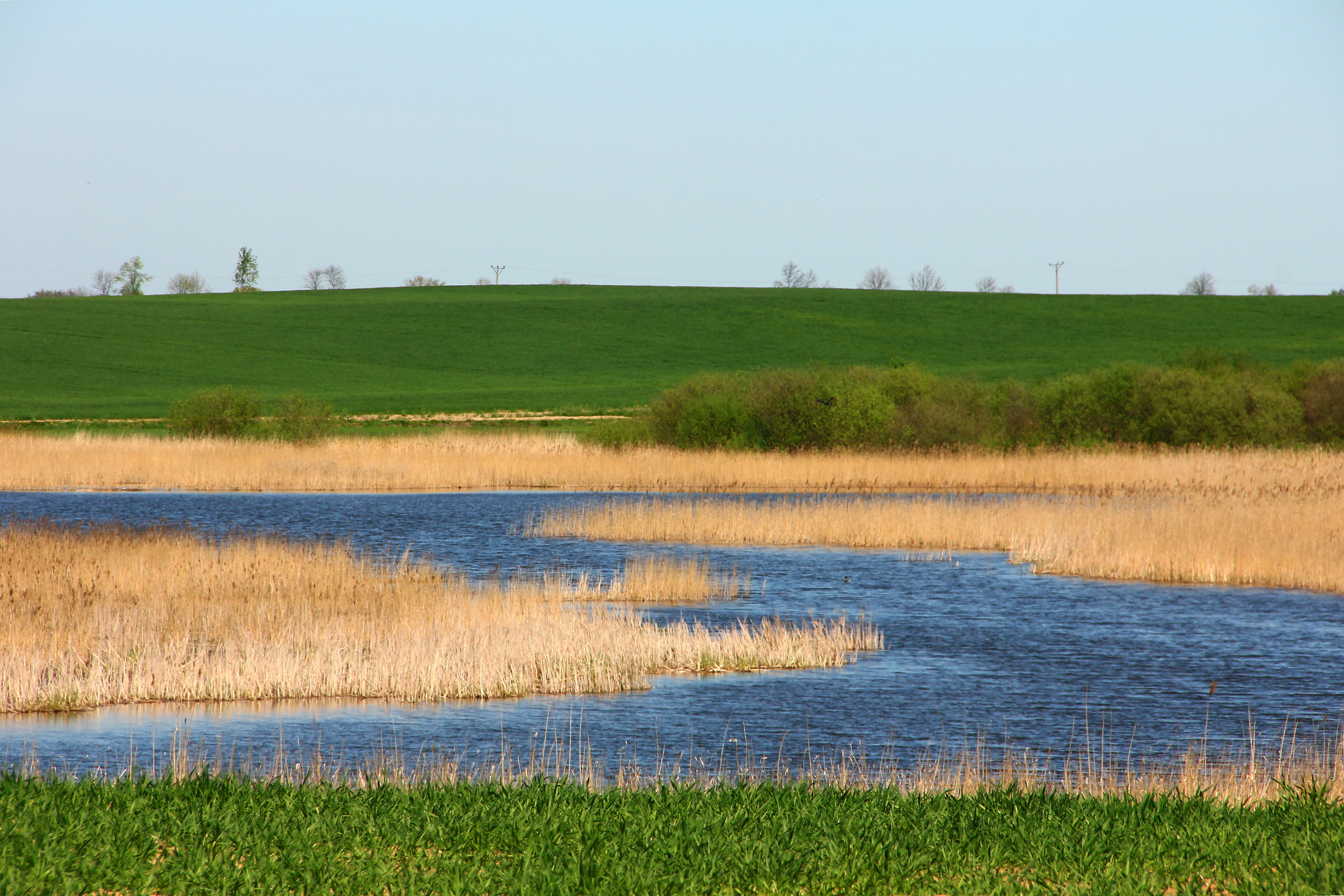
See Jezioro Kinkajmskie (Kinkeimer See)

Die Nizina Sępopolska (deutsch Schippenbeiler Tiefland oder Schippenbeiler Becken oder Schippenbeiler Bucht) ist eine Mesoregion in der Woiwodschaft Ermland-Masuren in Polen. Sie ist ca. 1160 km² groß. Das Gebiet ist eiszeitlich geprägt mit zahlreichen Moränen und Seen.

## Lage
Die Nizina Sępopolska ist Teil der Nizina Staropruska. Im Norden grenzt sie an das Tal des Pregel in der russischen Exklave Kaliningrad, im Osten an die Großen Masurischen Seen und das Angerapper Land, im Süden an die Allensteiner Seenplatte sowie die Sensburger Seenplatte und im Westen an den Stablack.

## Seen
Die größten Seen der Region sind:
- Oświn (Nordenburger See)
- Jezioro Arklickie (Arklitter See)
- Jezioro Kinkajmskie (Kinkeimer See)

## Flüsse
Die Nizina Sępopolska entwässert in den Pregel. Bedeutende Flüsse sind:
- Łyna (Alle)
- Guber.

## Besiedlung
Die Nizina Sępopolska ist relativ dünn besiedelt. Wichtigste Kleinstädte sind:
- das namensgebende Sępopol (Schippenbeil)
- Kętrzyn (Rastenburg)
- Korsze (Korschen)
- Bartoszyce (Bartenstein)